# Pos eso
Pos eso (en anglès Possessed) és una pel·lícula d'animació en stop-motion espanyola escrita i dirigida per Samuel Ortí Martí "Sam", produïda per Conflictivos Productions i Basque Films, S.L.

## Sinopsi
La Trini, balladora mundialment coneguda, entra en una gran depressió i abandona els tablaos des que el seu espòs, el gran mataor de toros Gregorio, morís en un accident domèstic.
Damián, el seu fill de 8 anys, ha començat a donar signes d'una rebel·lia que frega la demència. Cap metge, psicòleg o psiquiatre podrà explicar aquest comportament de la criatura, conducta que anirà empitjorant fins a tal extrem que serà necessària una explicació sobrenatural al seu estat.
Aquesta situació fa que la Trini decideixi contactar amb el Pare Lenin, capellà basc repudiat per l'església que està travessant una crisi de fe, però tal com tots els senyals indiquen és ell l'única esperança de retornar la tranquil·litat a la família.

## Veus
- Anabel Alonso	...	Trini / La gitana
- Santiago Segura...	Damián / bisbe / Satán
- Josema Yuste	...	Pare Lenin / Gregorio
- Álex Angulo	...	Manolo
- Concha Goyanes	...	Doña Marga
- Mariví Bilbao	...	Herminia
- José María Íñigo	...	Íñigo

## Crítiques
| «                            | "Imperfecta, però amb assoliments notables (...) Aquest crític creua els dits perquè, d'aquí a uns anys, vegem aquesta opera prima com l'encoratjador primer pas en una generosa filmografia de progressiva ambició." | » |
| — Jordi Costa: Diari El País | |   |

| «                                           | "Gore carpetovetònic. (...) una sàtira feroç (...) Una festa ininterrompuda, molt imaginativa, treballada a consciència fins al mínim detall del pla (...) Puntuació: ★★★★★ (sobre 5)" | » |
| — Jordi Batlle Caminal: Diari La Vanguardia | |   |

| «                         | "S'agraeix que en 'Post Això' quedi marge per a la bogeria, que malgrat l'esforç tremebundo de producció es posi al servei de la diversió pura i dura. (...) Puntuació: ★★★½ (sobre 5)" | » |
| — Manuel Piñón: Cinemanía | |   |

## Premis i nominacions
- Premi a la millor pel·lícula a l'Athens Animfest.[7]
- Nominada al cristall a la millor pel·lícula al Festival de Cinema d'Animació d'Annecy[8]
- Menció especial al Festival Internacional de Cinema Fantàstic de Catalunya de 2014.[7]
- Nominada al premi del públic al Festival Anima Mundi.[9]